# Stříbrný potok (přítok Bělečského potoka)
Stříbrný potok je pravostranný přítok Bělečského potoka v okrese Beroun ve Středočeském kraji. 
Vodohospodářská evidence spojuje Stříbrný potok s dolním tokem Bělečského potoka až k ústí do Svinařského potoka do jednoho toku, jehož délka činí 8,8 km a plocha povodí měří 19,4 km².

## Průběh toku
Potok pramení západně od Měňan v nadmořské výšce okolo 370 m. Po celé své délce teče převážně východním směrem. Na horním toku napájí rybník U mlýna a o něco níže po proudu v Měňanech místní bezejmenný rybník. Severozápadně od Litně mezi pátým a šestým říčním kilometrem zadržuje vody potoka rybník Obora. Od hráze rybníka směřuje tok dále na východ k Bělči, kde se zprava vléva do Bělečského potoka. 

## Využití
V minulosti na něm pracovaly tři mlýny, které jsou zastavením A 11 - 2 Naučné stezky Liteň. 